# Hunter Schafer
Hunter Schafer (* 31. prosince 1998, Trenton, New Jersey) je americká herečka, modelka a aktivistka za práva LGBT+. Svůj herecký debut zaznamenala rolí transgender středoškolské studentky Jules Vaughn v dramatickém seriálu Euforie (2019–dosud) společnosti HBO. V roce 2023 ztvárnila Tigris Snow v akčním filmu Hunger Games: Balada o ptácích a hadech.
Za svůj aktivismus proti zákonu o ochraně soukromí a bezpečnosti ve veřejných zařízeních v Severní Karolíně byla v roce 2017 časopisem Teen Vogue zařazena na seznam „21 pod 21“.

## Kariéra
Byla modelkou pro módní obchody Prada, Dior, Gucci, Calvin Klein, Rick Owens, Helmut Lang, Tommy Hilfiger, Thierry Mugler, Coach, Maison Margiela, Vera Wang, Marc Jacobs, Versace, Emilio Pucci, Ann Demeuledemester a Erdem Moralıoğlu. V roce 2022 se stala globální ambasadorkou značky Shiseido Makeup a v roce 2023 se stala novou tváří parfému Mugler's Angel.
V roce 2019 byla obsazena do role transgender středoškolačky Jules Vaughn v seriálu Euforie, čímž zaznamenala svůj herecký debut. Za svou roli získala Shorty Award, Filmovou a televizní cenu MTV a Dorian Award. Byla zařazena mezi transgender herce, kteří nezískali nominaci na 72. ročníku udílení cen Emmy. Kromě své hlavní role v seriálu také napsala scénář k jedné epizodě s tvůrcem seriálu Samem Levinsonem a sloužila jako spoluvýkonná producentka. Spolupracovala s ním, aby se v její postava odrážely její životní zkušenosti.
V červnu 2020, na počest 50. výročí prvního LGBTQ+ Pride průvodu, magazín Queerty jmenoval Schafer mezi 50 hrdinů „vedoucích národ k rovnosti, přijetí a důstojnosti pro všechny lidi“. V roce 2021 byla časopisem Time zařazena na seznam „100 nových vůdců, kteří utvářejí budoucnost“, přičemž Zendaya, její herecká kolegyně ze seriálu Euforie, k tomu napsala, že „díky ní se všichni na její oběžné dráze cítí viděni“.
V roce 2022 dabovala postavu japonského animovaného filmu Belle. Svůj režijní debut zaznamenala při natáčení videoklipu k písni Hornylovesickness od zpěvačky Girl in Red a natočila také videoklip k písni Why Am I Alive Now? skupiny Antony and the Johnsons. V roce 2023 hrála v akčním filmu Hunger Games: Balada o ptácích a hadech, pokračování filmu Hunger Games, přičemž za svůj výkon sklidila pozitivní recenze. V roce 2022 natáčela hororový film Cuckoo režiséra Tilmana Singera, který má být uveden v roce 2024. Bude také hrát v připravovaném antologickém filmu Kinds of Kindness režiséra Jorga Lanthima, filmu Mother Mary režiséra Davida Loweryho a hororové videohře OD od Hidea Kodžimy a Jordana Peelea.

### Aktivismus za práva LGBT+
Za její aktivismus týkající se zákona o ochraně soukromí a bezpečnosti veřejných zařízení ji časopis Teen Vogue v roce 2017 zařadil na svůj seznam „21 pod 21“ a poskytl jí rozhovor s bývalou senátorkou Spojených států a ministryní zahraničí Hillary Clintonovou.

## Osobní život
Schafer prohlásila: „Mám ráda, když lidé vědí, že nejsem cisgender dívka, protože to není něco, čím jsem nebo se tak necítím. Jsem hrdá na to, že jsem trans člověk.“ V roce 2019 řekla, že je „blíže tomu, co byste mohli nazvat lesbou.“ V prosinci 2021 na Twitteru uvedla, že její sexualita je „bisexuální nebo pansexuální nebo tak něco“. Mezi únorem 2022 a červencem 2023 byl jejím partnerem Dominic Fike, její herecký kolega ze seriálu Euforie.
V srpnu 2022 napsala komentář „!!!!!“ pod příspěvek na Instagramu, který obviňoval nebinární lidi, kteří „bojovali o to, aby trans identity již nebyly považovány za zdravotní stav vyžadující dysforii“, z negativních společenských postojů a legislativy zaměřené na trans komunitu. Vyvolalo to odpor queer a trans fanoušků, přičemž mnozí obviňovali Schafer z podpory transmedikalismu. V komentáři k pozdějšímu příspěvku na Instagramu popřela, že by byla transmedikalistkou nebo chovala nenávist vůči nebinárním lidem, řekla, že pouze cítila, že existuje „nerovnováha [sic] ve viditelnosti a prostoru zabraném mezi nebinárními lidmi a binárními trans ženami (zejména ty jiné barvy pleti a/nebo ty, které se přiklonily [sic] k sexuální práci jako prostředku k přežití), které si podle mě zaslouží pozornost/přehodnocení (pokud jde o zdroje a platformy) v rámci komunity LGBTQ+“.
Dne 27. února 2024 byla zatčena v New Yorku na protestu Židovského hlasu pro mír, který podporoval příměří ve válce Izraele s Hamásem.

## Filmografie

### Film
| Rok  | Název                                   | Role                 | Poznámky        |
| ---- | --------------------------------------- | -------------------- | --------------- |
| 2022 | Belle                                   | Ruka Watanabe (hlas) | anglický dabing |
| 2023 | Hunger Games: Balada o ptácích a hadech | Tigris Snow          |                 |
| 2024 | Cuckoo                                  | Gretchen             |                 |
| 2024 | Milé laskavosti                         | Anna                 |                 |
| 2025 | Mother Mary                             | Hilda                | postprodukce    |

### Televize
| Rok        | Název   | Role         | Poznámky                              |
| ---------- | ------- | ------------ | ------------------------------------- |
| 2019–dosud | Euforie | Jules Vaughn | hlavní role; spoluvýkonná producentka |